# Oedignatha major
Oedignatha major là một loài nhện trong họ Corinnidae.
Loài này thuộc chi Oedignatha. Oedignatha major được Eugène Simon miêu tả năm 1896.